# Tour de Romandía 2011
La 65.ª edición del Tour de Romandía se disputó del 25 de abril al 2 de mayo. Se llevó a cabo en cinco etapas, precedidas por un prólogo, para una distancia total de 694,9 km.
La carrera formó parte del UCI WorldTour 2011. 
El ganador final fue Cadel Evans por delante de Tony Martin y Alexandre Vinokourov, respectivamente.
En las clasificaciones secundarias se impusieron Chris Anker Sørensen (montaña), Matthias Brändle (sprints) y Garmin-Cervélo (equipos).

## Equipos participantes
Tomaron parte en la carrera 20 equipos: los 18 de categoría UCI ProTeam (al tener obligada su participación); más 2 de categoría Profesional Continental mediante invitación de la organización (Team Europcar y Geox-TMC). Formando así un pelotón de 155 ciclistas, con 8 corredores cada equipo (excepto el Lampre-ISD, Team Europcar y Vacansoleil-DCM que salieron con 7 y el Omega Pharma-Lotto que salió con 6), de los que acabaron 133. Los equipos participantes fueron:
| ProTeams (18)- Ag2r La Mondiale - Astana - BMC Racing Team - Euskaltel-Euskadi - Garmin-Cervélo - HTC-Highroad - Katusha - Lampre-ISD - Leopard-Trek - Liquigas-Cannondale - Movistar Team - Omega Pharma-Lotto - Quick Step Cycling Team - Rabobank - Team RadioShack - Saxo Bank-Sungard - Sky ProCycling - Vacansoleil-DCM Equipos continentales profesionales (2)- Geox-TMC - Team Europcar |
| |

## Etapas
| Etapa     | Fecha     | Recorrido                 | type                    | Distancia (km) | Ganador              | Líder                |
| --------- | --------- | ------------------------- | ----------------------- | -------------- | -------------------- | -------------------- |
| Prólogo   | 26 de abr | Martigny – Martigny       | prólogo                 | 3,5            | Jonathan Castroviejo | Jonathan Castroviejo |
| 1.ª etapa | 27 de abr | Martigny – Leysin         | etapa de montaña        | 171,5          | Pável Brutt          | Pável Brutt          |
| 2.ª etapa | 28 de abr | Romont – Romont           | etapa de montaña        | 168,3          | Damiano Cunego       | Pável Brutt          |
| 3.ª etapa | 29 de abr | Thierrens – Neuchâtel     | etapa escarpada         | 166,5          | Alekszandr Vinokurov | Pável Brutt          |
| 4.ª etapa | 30 de abr | Aubonne – Signal de Bougy | contrarreloj individual | 20,5           | David Zabriskie      | Cadel Evans          |
| 5.ª etapa | 1 de may  | Champagne – Ginebra       | etapa escarpada         | 164,6          | Benjamin Swift       | Cadel Evans          |

## Desarrollo de la carrera

### Prólogo
| Martigny - Martigny | prólogo | (3,5 km) |

| \| Clasificación de la etapa \| Clasificación de la etapa \| Clasificación de la etapa \| Clasificación de la etapa \| Clasificación de la etapa \| \| Ciclista \| Ciclista \| Equipo \| Tiempo \| \| \| ------------------------- \| ------------------------- \| ------------------------- \| ------------------------- \| ------------------------- \| \| 1.º \| Jonathan Castroviejo \| Euskaltel-Euskadi \| 3 min 40 s \| \| \| 2.º \| Taylor Phinney \| BMC Racing Team \| + 0 s \| \| \| 3.º \| Leigh Howard \| HTC-Highroad \| + 1 s \| \| \| 4.º \| Geoffroy Lequatre \| Team RadioShack \| + 2 s \| \| \| 5.º \| David Millar \| Garmin-Cervélo \| + 2 s \| \| \| 6.º \| Dennis van Winden \| Rabobank \| + 3 s \| \| \| 7.º \| Patrick Gretsch \| HTC-Highroad \| + 3 s \| \| \| 8.º \| Mark Renshaw \| HTC-Highroad \| + 4 s \| \| \| 9.º \| Alekszandr Vinokurov \| Astana \| + 4 s \| \| \| 10.º \| Daniele Bennati \| Leopard-Trek \| + 4 s \| \| |                      |                   |            |
| |                      |                   |            |
| |                      |                   |            |
| Clasificación de la etapa |                      |                   |            |
| Ciclista | Ciclista             | Equipo            | Tiempo     |
| 1.º | Jonathan Castroviejo | Euskaltel-Euskadi | 3 min 40 s |
| 2.º | Taylor Phinney       | BMC Racing Team   | + 0 s      |
| 3.º | Leigh Howard         | HTC-Highroad      | + 1 s      |
| 4.º | Geoffroy Lequatre    | Team RadioShack   | + 2 s      |
| 5.º | David Millar         | Garmin-Cervélo    | + 2 s      |
| 6.º | Dennis van Winden    | Rabobank          | + 3 s      |
| 7.º | Patrick Gretsch      | HTC-Highroad      | + 3 s      |
| 8.º | Mark Renshaw         | HTC-Highroad      | + 4 s      |
| 9.º | Alekszandr Vinokurov | Astana            | + 4 s      |
| 10.º | Daniele Bennati      | Leopard-Trek      | + 4 s      |

| \| Clasificación general \| Clasificación general \| Clasificación general \| Clasificación general \| Clasificación general \| \| Ciclista \| Ciclista \| Equipo \| Tiempo \| \| \| --------------------- \| --------------------- \| --------------------- \| --------------------- \| --------------------- \| \| 1.º \| Jonathan Castroviejo \| Euskaltel-Euskadi \| 3 min 40 s \| \| \| 2.º \| Taylor Phinney \| BMC Racing Team \| + 0 s \| \| \| 3.º \| Leigh Howard \| HTC-Highroad \| + 1 s \| \| \| 4.º \| Geoffroy Lequatre \| Team RadioShack \| + 2 s \| \| \| 5.º \| David Millar \| Garmin-Cervélo \| + 2 s \| \| \| 6.º \| Dennis van Winden \| Rabobank \| + 3 s \| \| \| 7.º \| Patrick Gretsch \| HTC-Highroad \| + 3 s \| \| \| 8.º \| Mark Renshaw \| HTC-Highroad \| + 4 s \| \| \| 9.º \| Alekszandr Vinokurov \| Astana \| + 4 s \| \| \| 10.º \| Daniele Bennati \| Leopard-Trek \| + 4 s \| \| |                      |                   |            |
| |                      |                   |            |
| |                      |                   |            |
| Clasificación general |                      |                   |            |
| Ciclista | Ciclista             | Equipo            | Tiempo     |
| 1.º | Jonathan Castroviejo | Euskaltel-Euskadi | 3 min 40 s |
| 2.º | Taylor Phinney       | BMC Racing Team   | + 0 s      |
| 3.º | Leigh Howard         | HTC-Highroad      | + 1 s      |
| 4.º | Geoffroy Lequatre    | Team RadioShack   | + 2 s      |
| 5.º | David Millar         | Garmin-Cervélo    | + 2 s      |
| 6.º | Dennis van Winden    | Rabobank          | + 3 s      |
| 7.º | Patrick Gretsch      | HTC-Highroad      | + 3 s      |
| 8.º | Mark Renshaw         | HTC-Highroad      | + 4 s      |
| 9.º | Alekszandr Vinokurov | Astana            | + 4 s      |
| 10.º | Daniele Bennati      | Leopard-Trek      | + 4 s      |

### Etapa 1
| Martigny - Leysin | etapa de montaña | (171,5 km) |

| \| Clasificación de la etapa \| Clasificación de la etapa \| Clasificación de la etapa \| Clasificación de la etapa \| Clasificación de la etapa \| \| Ciclista \| Ciclista \| Equipo \| Tiempo \| \| \| ------------------------- \| ------------------------- \| ------------------------- \| ------------------------- \| ------------------------- \| \| 1.º \| Pável Brutt \| Katusha \| 4 h 27 min 41 s \| \| \| 2.º \| Oleksandr Kvachuk \| Lampre-ISD \| + 56 s \| \| \| 3.º \| Branislau Samoilau \| Movistar Team \| + 1 min 15 s \| \| \| 4.º \| Jack Bobridge \| Garmin-Cervélo \| + 1 min 23 s \| \| \| 5.º \| Damiano Cunego \| Lampre-ISD \| + 1 min 59 s \| \| \| 6.º \| Beñat Intxausti \| Movistar Team \| + 2 min 01 s \| \| \| 7.º \| Cadel Evans \| BMC Racing Team \| + 2 min 03 s \| \| \| 8.º \| Chris Froome \| Team Sky \| + 2 min 05 s \| \| \| 9.º \| David López García \| Movistar Team \| + 2 min 05 s \| \| \| 10.º \| Simon Špilak \| Lampre-ISD \| + 2 min 05 s \| \| |                    |                 |                 |
| |                    |                 |                 |
| |                    |                 |                 |
| Clasificación de la etapa |                    |                 |                 |
| Ciclista | Ciclista           | Equipo          | Tiempo          |
| 1.º | Pável Brutt        | Katusha         | 4 h 27 min 41 s |
| 2.º | Oleksandr Kvachuk  | Lampre-ISD      | + 56 s          |
| 3.º | Branislau Samoilau | Movistar Team   | + 1 min 15 s    |
| 4.º | Jack Bobridge      | Garmin-Cervélo  | + 1 min 23 s    |
| 5.º | Damiano Cunego     | Lampre-ISD      | + 1 min 59 s    |
| 6.º | Beñat Intxausti    | Movistar Team   | + 2 min 01 s    |
| 7.º | Cadel Evans        | BMC Racing Team | + 2 min 03 s    |
| 8.º | Chris Froome       | Team Sky        | + 2 min 05 s    |
| 9.º | David López García | Movistar Team   | + 2 min 05 s    |
| 10.º | Simon Špilak       | Lampre-ISD      | + 2 min 05 s    |

| \| Clasificación general \| Clasificación general \| Clasificación general \| Clasificación general \| Clasificación general \| \| Ciclista \| Ciclista \| Equipo \| Tiempo \| \| \| --------------------- \| --------------------- \| --------------------- \| --------------------- \| --------------------- \| \| 1.º \| Pável Brutt \| Katusha \| 4 h 31 min 26 s \| \| \| 2.º \| Oleksandr Kvachuk \| Lampre-ISD \| + 1 min 00 s \| \| \| 3.º \| Branislau Samoilau \| Movistar Team \| + 1 min 22 s \| \| \| 4.º \| Jack Bobridge \| Garmin-Cervélo \| + 1 min 31 s \| \| \| 5.º \| Alekszandr Vinokurov \| Astana \| + 2 min 04 s \| \| \| 6.º \| Gorka Verdugo \| Euskaltel-Euskadi \| + 2 min 04 s \| \| \| 7.º \| Cadel Evans \| BMC Racing Team \| + 2 min 06 s \| \| \| 8.º \| Steve Morabito \| BMC Racing Team \| + 2 min 08 s \| \| \| 9.º \| Damiano Cunego \| Lampre-ISD \| + 2 min 08 s \| \| \| 10.º \| Beñat Intxausti \| Movistar Team \| + 2 min 09 s \| \| |                      |                   |                 |
| |                      |                   |                 |
| |                      |                   |                 |
| Clasificación general |                      |                   |                 |
| Ciclista | Ciclista             | Equipo            | Tiempo          |
| 1.º | Pável Brutt          | Katusha           | 4 h 31 min 26 s |
| 2.º | Oleksandr Kvachuk    | Lampre-ISD        | + 1 min 00 s    |
| 3.º | Branislau Samoilau   | Movistar Team     | + 1 min 22 s    |
| 4.º | Jack Bobridge        | Garmin-Cervélo    | + 1 min 31 s    |
| 5.º | Alekszandr Vinokurov | Astana            | + 2 min 04 s    |
| 6.º | Gorka Verdugo        | Euskaltel-Euskadi | + 2 min 04 s    |
| 7.º | Cadel Evans          | BMC Racing Team   | + 2 min 06 s    |
| 8.º | Steve Morabito       | BMC Racing Team   | + 2 min 08 s    |
| 9.º | Damiano Cunego       | Lampre-ISD        | + 2 min 08 s    |
| 10.º | Beñat Intxausti      | Movistar Team     | + 2 min 09 s    |

### Etapa 2
| Romont - Romont | etapa de montaña | (168,3 km) |

| \| Clasificación de la etapa \| Clasificación de la etapa \| Clasificación de la etapa \| Clasificación de la etapa \| Clasificación de la etapa \| \| Ciclista \| Ciclista \| Equipo \| Tiempo \| \| \| ------------------------- \| ------------------------- \| ------------------------- \| ------------------------- \| ------------------------- \| \| 1.º \| Damiano Cunego \| Lampre-ISD \| 4 h 10 min 53 s \| \| \| 2.º \| Cadel Evans \| BMC Racing Team \| + 2 s \| \| \| 3.º \| Alekszandr Vinokurov \| Astana \| + 2 s \| \| \| 4.º \| Rui Alberto Costa \| Movistar Team \| + 2 s \| \| \| 5.º \| David López García \| Movistar Team \| + 2 s \| \| \| 6.º \| Beñat Intxausti \| Movistar Team \| + 2 s \| \| \| 7.º \| Andrew Talansky \| Garmin-Cervélo \| + 2 s \| \| \| 8.º \| Tony Martin \| HTC-Highroad \| + 2 s \| \| \| 9.º \| Denís Menshov \| Geox-TMC \| + 2 s \| \| \| 10.º \| Pieter Weening \| Rabobank \| + 2 s \| \| |                      |                 |                 |
| |                      |                 |                 |
| |                      |                 |                 |
| Clasificación de la etapa |                      |                 |                 |
| Ciclista | Ciclista             | Equipo          | Tiempo          |
| 1.º | Damiano Cunego       | Lampre-ISD      | 4 h 10 min 53 s |
| 2.º | Cadel Evans          | BMC Racing Team | + 2 s           |
| 3.º | Alekszandr Vinokurov | Astana          | + 2 s           |
| 4.º | Rui Alberto Costa    | Movistar Team   | + 2 s           |
| 5.º | David López García   | Movistar Team   | + 2 s           |
| 6.º | Beñat Intxausti      | Movistar Team   | + 2 s           |
| 7.º | Andrew Talansky      | Garmin-Cervélo  | + 2 s           |
| 8.º | Tony Martin          | HTC-Highroad    | + 2 s           |
| 9.º | Denís Menshov        | Geox-TMC        | + 2 s           |
| 10.º | Pieter Weening       | Rabobank        | + 2 s           |

| \| Clasificación general \| Clasificación general \| Clasificación general \| Clasificación general \| Clasificación general \| \| Ciclista \| Ciclista \| Equipo \| Tiempo \| \| \| --------------------- \| --------------------- \| --------------------- \| --------------------- \| --------------------- \| \| 1.º \| Pável Brutt \| Katusha \| 8 h 43 min 39 s \| \| \| 2.º \| Damiano Cunego \| Lampre-ISD \| + 38 s \| \| \| 3.º \| Cadel Evans \| BMC Racing Team \| + 42 s \| \| \| 4.º \| Alekszandr Vinokurov \| Astana \| + 42 s \| \| \| 5.º \| Gorka Verdugo \| Euskaltel-Euskadi \| + 46 s \| \| \| 6.º \| Steve Morabito \| BMC Racing Team \| + 50 s \| \| \| 7.º \| Beñat Intxausti \| Movistar Team \| + 51 s \| \| \| 8.º \| Oliver Zaugg \| Leopard-Trek \| + 51 s \| \| \| 9.º \| Pieter Weening \| Rabobank \| + 51 s \| \| \| 10.º \| Thomas Rohregger \| Leopard-Trek \| + 52 s \| \| |                      |                   |                 |
| |                      |                   |                 |
| |                      |                   |                 |
| Clasificación general |                      |                   |                 |
| Ciclista | Ciclista             | Equipo            | Tiempo          |
| 1.º | Pável Brutt          | Katusha           | 8 h 43 min 39 s |
| 2.º | Damiano Cunego       | Lampre-ISD        | + 38 s          |
| 3.º | Cadel Evans          | BMC Racing Team   | + 42 s          |
| 4.º | Alekszandr Vinokurov | Astana            | + 42 s          |
| 5.º | Gorka Verdugo        | Euskaltel-Euskadi | + 46 s          |
| 6.º | Steve Morabito       | BMC Racing Team   | + 50 s          |
| 7.º | Beñat Intxausti      | Movistar Team     | + 51 s          |
| 8.º | Oliver Zaugg         | Leopard-Trek      | + 51 s          |
| 9.º | Pieter Weening       | Rabobank          | + 51 s          |
| 10.º | Thomas Rohregger     | Leopard-Trek      | + 52 s          |

### Etapa 3
| Thierrens - Neuchâtel | etapa escarpada | (166,5 km) |

| \| Clasificación de la etapa \| Clasificación de la etapa \| Clasificación de la etapa \| Clasificación de la etapa \| Clasificación de la etapa \| \| Ciclista \| Ciclista \| Equipo \| Tiempo \| \| \| ------------------------- \| ------------------------- \| ------------------------- \| ------------------------- \| ------------------------- \| \| 1.º \| Alekszandr Vinokurov \| Astana \| 3 h 47 min 55 s \| \| \| 2.º \| Mikaël Cherel \| AG2R La Mondiale \| + 0 s \| \| \| 3.º \| Tony Martin \| HTC-Highroad \| + 0 s \| \| \| 4.º \| Benjamin Swift \| Team Sky \| + 0 s \| \| \| 5.º \| Óscar Freire \| Rabobank \| + 0 s \| \| \| 6.º \| Davide Vigano \| Leopard-Trek \| + 0 s \| \| \| 7.º \| Geoffroy Lequatre \| Team RadioShack \| + 0 s \| \| \| 8.º \| Alan Pérez \| Euskaltel-Euskadi \| + 0 s \| \| \| 9.º \| Manuele Mori \| Lampre-ISD \| + 0 s \| \| \| 10.º \| Rob Ruijgh \| Vacansoleil-DCM \| + 0 s \| \| |                      |                   |                 |
| |                      |                   |                 |
| |                      |                   |                 |
| Clasificación de la etapa |                      |                   |                 |
| Ciclista | Ciclista             | Equipo            | Tiempo          |
| 1.º | Alekszandr Vinokurov | Astana            | 3 h 47 min 55 s |
| 2.º | Mikaël Cherel        | AG2R La Mondiale  | + 0 s           |
| 3.º | Tony Martin          | HTC-Highroad      | + 0 s           |
| 4.º | Benjamin Swift       | Team Sky          | + 0 s           |
| 5.º | Óscar Freire         | Rabobank          | + 0 s           |
| 6.º | Davide Vigano        | Leopard-Trek      | + 0 s           |
| 7.º | Geoffroy Lequatre    | Team RadioShack   | + 0 s           |
| 8.º | Alan Pérez           | Euskaltel-Euskadi | + 0 s           |
| 9.º | Manuele Mori         | Lampre-ISD        | + 0 s           |
| 10.º | Rob Ruijgh           | Vacansoleil-DCM   | + 0 s           |

| \| Clasificación general \| Clasificación general \| Clasificación general \| Clasificación general \| Clasificación general \| \| Ciclista \| Ciclista \| Equipo \| Tiempo \| \| \| --------------------- \| --------------------- \| --------------------- \| --------------------- \| --------------------- \| \| 1.º \| Pável Brutt \| Katusha \| 12 h 32 min 34 s \| \| \| 2.º \| Alekszandr Vinokurov \| Astana \| + 32 s \| \| \| 3.º \| Damiano Cunego \| Lampre-ISD \| + 38 s \| \| \| 4.º \| Cadel Evans \| BMC Racing Team \| + 42 s \| \| \| 5.º \| Gorka Verdugo \| Euskaltel-Euskadi \| + 46 s \| \| \| 6.º \| Steve Morabito \| BMC Racing Team \| + 50 s \| \| \| 7.º \| Beñat Intxausti \| Movistar Team \| + 51 s \| \| \| 8.º \| Oliver Zaugg \| Leopard-Trek \| + 51 s \| \| \| 9.º \| Pieter Weening \| Rabobank \| + 51 s \| \| \| 10.º \| Thomas Rohregger \| Leopard-Trek \| + 52 s \| \| |                      |                   |                  |
| |                      |                   |                  |
| |                      |                   |                  |
| Clasificación general |                      |                   |                  |
| Ciclista | Ciclista             | Equipo            | Tiempo           |
| 1.º | Pável Brutt          | Katusha           | 12 h 32 min 34 s |
| 2.º | Alekszandr Vinokurov | Astana            | + 32 s           |
| 3.º | Damiano Cunego       | Lampre-ISD        | + 38 s           |
| 4.º | Cadel Evans          | BMC Racing Team   | + 42 s           |
| 5.º | Gorka Verdugo        | Euskaltel-Euskadi | + 46 s           |
| 6.º | Steve Morabito       | BMC Racing Team   | + 50 s           |
| 7.º | Beñat Intxausti      | Movistar Team     | + 51 s           |
| 8.º | Oliver Zaugg         | Leopard-Trek      | + 51 s           |
| 9.º | Pieter Weening       | Rabobank          | + 51 s           |
| 10.º | Thomas Rohregger     | Leopard-Trek      | + 52 s           |

### Etapa 4
| Aubonne - Signal de Bougy | contrarreloj individual | (20,5 km) |

| \| Clasificación de la etapa \| Clasificación de la etapa \| Clasificación de la etapa \| Clasificación de la etapa \| Clasificación de la etapa \| \| Ciclista \| Ciclista \| Equipo \| Tiempo \| \| \| ------------------------- \| ------------------------- \| ------------------------- \| ------------------------- \| ------------------------- \| \| 1.º \| David Zabriskie \| Garmin-Cervélo \| 27 min 57 s \| \| \| 2.º \| Richie Porte \| Saxo Bank-Sungard \| + 2 s \| \| \| 3.º \| Lieuwe Westra \| Vacansoleil-DCM \| + 16 s \| \| \| 4.º \| Bradley Wiggins \| Team Sky \| + 18 s \| \| \| 5.º \| Tony Martin \| HTC-Highroad \| + 27 s \| \| \| 6.º \| Andrew Talansky \| Garmin-Cervélo \| + 42 s \| \| \| 7.º \| Steven Kruijswijk \| Rabobank \| + 43 s \| \| \| 8.º \| Cadel Evans \| BMC Racing Team \| + 45 s \| \| \| 9.º \| Jonathan Castroviejo \| Euskaltel-Euskadi \| + 48 s \| \| \| 10.º \| Linus Gerdemann \| Leopard-Trek \| + 54 s \| \| |                      |                   |             |
| |                      |                   |             |
| |                      |                   |             |
| Clasificación de la etapa |                      |                   |             |
| Ciclista | Ciclista             | Equipo            | Tiempo      |
| 1.º | David Zabriskie      | Garmin-Cervélo    | 27 min 57 s |
| 2.º | Richie Porte         | Saxo Bank-Sungard | + 2 s       |
| 3.º | Lieuwe Westra        | Vacansoleil-DCM   | + 16 s      |
| 4.º | Bradley Wiggins      | Team Sky          | + 18 s      |
| 5.º | Tony Martin          | HTC-Highroad      | + 27 s      |
| 6.º | Andrew Talansky      | Garmin-Cervélo    | + 42 s      |
| 7.º | Steven Kruijswijk    | Rabobank          | + 43 s      |
| 8.º | Cadel Evans          | BMC Racing Team   | + 45 s      |
| 9.º | Jonathan Castroviejo | Euskaltel-Euskadi | + 48 s      |
| 10.º | Linus Gerdemann      | Leopard-Trek      | + 54 s      |

| \| Clasificación general \| Clasificación general \| Clasificación general \| Clasificación general \| Clasificación general \| \| Ciclista \| Ciclista \| Equipo \| Tiempo \| \| \| --------------------- \| --------------------- \| --------------------- \| --------------------- \| --------------------- \| \| 1.º \| Cadel Evans \| BMC Racing Team \| 13 h 00 min 58 s \| \| \| 2.º \| Tony Martin \| HTC-Highroad \| + 18 s \| \| \| 3.º \| Alekszandr Vinokurov \| Astana \| + 19 s \| \| \| 4.º \| Marco Pinotti \| HTC-Highroad \| + 31 s \| \| \| 5.º \| Beñat Intxausti \| Movistar Team \| + 41 s \| \| \| 6.º \| Pieter Weening \| Rabobank \| + 51 s \| \| \| 7.º \| Janez Brajkovič \| Team RadioShack \| + 52 s \| \| \| 8.º \| Pável Brutt \| Katusha \| + 58 s \| \| \| 9.º \| Andrew Talansky \| Garmin-Cervélo \| + 59 s \| \| \| 10.º \| David Millar \| Garmin-Cervélo \| + 1 min 00 s \| \| |                      |                 |                  |
| |                      |                 |                  |
| |                      |                 |                  |
| Clasificación general |                      |                 |                  |
| Ciclista | Ciclista             | Equipo          | Tiempo           |
| 1.º | Cadel Evans          | BMC Racing Team | 13 h 00 min 58 s |
| 2.º | Tony Martin          | HTC-Highroad    | + 18 s           |
| 3.º | Alekszandr Vinokurov | Astana          | + 19 s           |
| 4.º | Marco Pinotti        | HTC-Highroad    | + 31 s           |
| 5.º | Beñat Intxausti      | Movistar Team   | + 41 s           |
| 6.º | Pieter Weening       | Rabobank        | + 51 s           |
| 7.º | Janez Brajkovič      | Team RadioShack | + 52 s           |
| 8.º | Pável Brutt          | Katusha         | + 58 s           |
| 9.º | Andrew Talansky      | Garmin-Cervélo  | + 59 s           |
| 10.º | David Millar         | Garmin-Cervélo  | + 1 min 00 s     |

### Etapa 5
| Champagne - Ginebra | etapa escarpada | (164,6 km) |

| \| Clasificación de la etapa \| Clasificación de la etapa \| Clasificación de la etapa \| Clasificación de la etapa \| Clasificación de la etapa \| \| Ciclista \| Ciclista \| Equipo \| Tiempo \| \| \| ------------------------- \| ------------------------- \| ------------------------- \| ------------------------- \| ------------------------- \| \| 1.º \| Benjamin Swift \| Team Sky \| 3 h 50 min 51 s \| \| \| 2.º \| Davide Vigano \| Leopard-Trek \| + 0 s \| \| \| 3.º \| Óscar Freire \| Rabobank \| + 0 s \| \| \| 4.º \| Fabio Sabatini \| Liquigas-Cannondale \| + 0 s \| \| \| 5.º \| Enrico Gasparotto \| Astana \| + 0 s \| \| \| 6.º \| Fumiyuki Beppu \| Team RadioShack \| + 0 s \| \| \| 7.º \| Tony Martin \| HTC-Highroad \| + 0 s \| \| \| 8.º \| Nicolas Roche \| AG2R La Mondiale \| + 0 s \| \| \| 9.º \| Yukiya Arashiro \| Team Europcar \| + 0 s \| \| \| 10.º \| Enrique Sanz \| Movistar Team \| + 0 s \| \| |                   |                     |                 |
| |                   |                     |                 |
| |                   |                     |                 |
| Clasificación de la etapa |                   |                     |                 |
| Ciclista | Ciclista          | Equipo              | Tiempo          |
| 1.º | Benjamin Swift    | Team Sky            | 3 h 50 min 51 s |
| 2.º | Davide Vigano     | Leopard-Trek        | + 0 s           |
| 3.º | Óscar Freire      | Rabobank            | + 0 s           |
| 4.º | Fabio Sabatini    | Liquigas-Cannondale | + 0 s           |
| 5.º | Enrico Gasparotto | Astana              | + 0 s           |
| 6.º | Fumiyuki Beppu    | Team RadioShack     | + 0 s           |
| 7.º | Tony Martin       | HTC-Highroad        | + 0 s           |
| 8.º | Nicolas Roche     | AG2R La Mondiale    | + 0 s           |
| 9.º | Yukiya Arashiro   | Team Europcar       | + 0 s           |
| 10.º | Enrique Sanz      | Movistar Team       | + 0 s           |

## Clasificaciones finales
- Las clasificaciones finalizaron de la siguiente forma:[7]

### Clasificación general

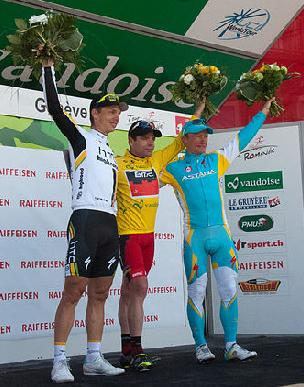
Podio final.

| \| Clasificación general \| Clasificación general \| Clasificación general \| Clasificación general \| Clasificación general \| \| Ciclista \| Ciclista \| Equipo \| Tiempo \| \| \| --------------------- \| --------------------- \| --------------------- \| --------------------- \| --------------------- \| \| 1.º \| Cadel Evans \| BMC Racing Team \| 16 h 51 min 49 s \| \| \| 2.º \| Tony Martin \| HTC-Highroad \| + 18 s \| \| \| 3.º \| Alekszandr Vinokurov \| Astana \| + 19 s \| \| \| 4.º \| Marco Pinotti \| HTC-Highroad \| + 31 s \| \| \| 5.º \| Beñat Intxausti \| Movistar Team \| + 41 s \| \| \| 6.º \| Pieter Weening \| Rabobank \| + 51 s \| \| \| 7.º \| Janez Brajkovič \| Team RadioShack \| + 52 s \| \| \| 8.º \| Pável Brutt \| Katusha \| + 58 s \| \| \| 9.º \| Andrew Talansky \| Garmin-Cervélo \| + 59 s \| \| \| 10.º \| David Millar \| Garmin-Cervélo \| + 1 min 00 s \| \| |                      |                 |                  |
| |                      |                 |                  |
| Fuente: ProCyclingStats |                      |                 |                  |
| Clasificación general |                      |                 |                  |
| Ciclista | Ciclista             | Equipo          | Tiempo           |
| 1.º | Cadel Evans          | BMC Racing Team | 16 h 51 min 49 s |
| 2.º | Tony Martin          | HTC-Highroad    | + 18 s           |
| 3.º | Alekszandr Vinokurov | Astana          | + 19 s           |
| 4.º | Marco Pinotti        | HTC-Highroad    | + 31 s           |
| 5.º | Beñat Intxausti      | Movistar Team   | + 41 s           |
| 6.º | Pieter Weening       | Rabobank        | + 51 s           |
| 7.º | Janez Brajkovič      | Team RadioShack | + 52 s           |
| 8.º | Pável Brutt          | Katusha         | + 58 s           |
| 9.º | Andrew Talansky      | Garmin-Cervélo  | + 59 s           |
| 10.º | David Millar         | Garmin-Cervélo  | + 1 min 00 s     |

### Clasificación de la montaña
| Clasificación de la montaña | Clasificación de la montaña | Clasificación de la montaña | Clasificación de la montaña | Clasificación de la montaña |
| Ciclista                    | Ciclista                    | Equipo                      | Puntos                      |                             |
| --------------------------- | --------------------------- | --------------------------- | --------------------------- | --------------------------- |
| 1.º                         | Chris Anker Sørensen        | Saxo Bank-Sungard           | 32 pts                      |                             |
| 2.º                         | Oleksandr Kvachuk           | Lampre-ISD                  | 28 pts                      |                             |
| 3.º                         | Pável Brutt                 | Katusha                     | 22 pts                      |                             |
| 4.º                         | Branislau Samoilau          | Movistar Team               | 22 pts                      |                             |
| 5.º                         | Pierre Rolland              | Team Europcar               | 16 pts                      |                             |
| 6.º                         | Christophe Kern             | Team Europcar               | 14 pts                      |                             |
| 7.º                         | Ignatas Konovalovas         | Movistar Team               | 14 pts                      |                             |
| 8.º                         | Roman Kreuziger             | Astana                      | 12 pts                      |                             |
| 9.º                         | Vladímir Gúsev              | Katusha                     | 12 pts                      |                             |
| 10.º                        | Steven Kruijswijk           | Rabobank                    | 12 pts                      |                             |

### Clasificación de los sprints

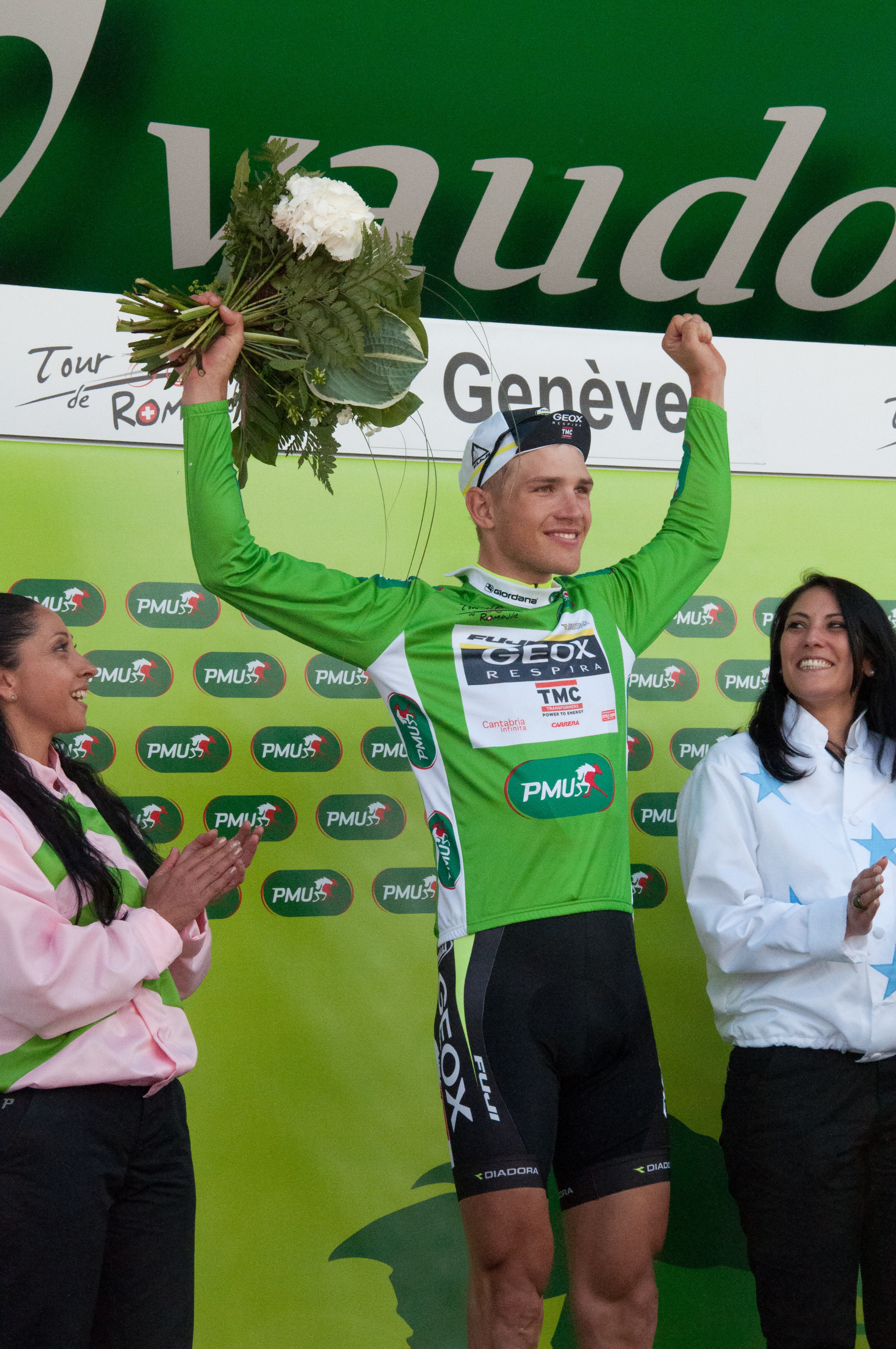
Matthias Brändle, ganador de los sprints.

| Clasificación de las metas volantes | Clasificación de las metas volantes | Clasificación de las metas volantes | Clasificación de las metas volantes | Clasificación de las metas volantes |
| Ciclista                            | Ciclista                            | Equipo                              | Puntos                              |                                     |
| ----------------------------------- | ----------------------------------- | ----------------------------------- | ----------------------------------- | ----------------------------------- |
| 1.º                                 | Matthias Brändle                    | Geox-TMC                            | 12 pts                              |                                     |
| 2.º                                 | Darío Cioni                         | Team Sky                            | 7 pts                               |                                     |
| 3.º                                 | Pável Brutt                         | Katusha                             | 6 pts                               |                                     |
| 4.º                                 | Chris Anker Sørensen                | Saxo Bank-Sungard                   | 6 pts                               |                                     |
| 5.º                                 | Christophe Kern                     | Team Europcar                       | 6 pts                               |                                     |
| 6.º                                 | Jérôme Cousin                       | Team Europcar                       | 6 pts                               |                                     |
| 7.º                                 | Jack Bobridge                       | Garmin-Cervélo                      | 6 pts                               |                                     |
| 8.º                                 | Ignatas Konovalovas                 | Movistar Team                       | 6 pts                               |                                     |
| 9.º                                 | Oleksandr Kvachuk                   | Lampre-ISD                          | 4 pts                               |                                     |
| 10.º                                | Branislau Samoilau                  | Movistar Team                       | 4 pts                               |                                     |

### Clasificación de los jóvenes
| Clasificación del mejor joven | Clasificación del mejor joven | Clasificación del mejor joven | Clasificación del mejor joven | Clasificación del mejor joven |
| Ciclista                      | Ciclista                      | Equipo                        | Tiempo                        |                               |
| ----------------------------- | ----------------------------- | ----------------------------- | ----------------------------- | ----------------------------- |
| 1.º                           | Andrew Talansky               | Garmin-Cervélo                | 16 h 52 min 48 s              |                               |
| 2.º                           | Peter Stetina                 | Garmin-Cervélo                | + 1 min 15 s                  |                               |
| 3.º                           | Cyril Gautier                 | Team Europcar                 | + 2 min 18 s                  |                               |
| 4.º                           | Steven Kruijswijk             | Rabobank                      | + 2 min 44 s                  |                               |
| 5.º                           | Matthias Brändle              | Geox-TMC                      | + 2 min 57 s                  |                               |
| 6.º                           | Rafał Majka                   | Saxo Bank-Sungard             | + 3 min 14 s                  |                               |
| 7.º                           | Jesús Herrada                 | Movistar Team                 | + 5 min 00 s                  |                               |
| 8.º                           | Benjamin Swift                | Team Sky                      | + 7 min 31 s                  |                               |
| 9.º                           | Alexandr Pliuschin            | Katusha                       | + 7 min 47 s                  |                               |
| 10.º                          | Martijn Keizer                | Vacansoleil-DCM               | + 8 min 28 s                  |                               |

### Clasificación por equipos
| Clasificación por equipos | Clasificación por equipos | Clasificación por equipos | Clasificación por equipos |
| Equipo                    | Equipo                    | Tiempo                    |                           |
| ------------------------- | ------------------------- | ------------------------- | ------------------------- |
| 1.º                       | Garmin-Cervélo            | 50 h 34 min 41 s          |                           |
| 2.º                       | Movistar Team             | + 2 min 15 s              |                           |
| 3.º                       | Leopard-Trek              | + 3 min 32 s              |                           |
| 4.º                       | Sky ProCycling            | + 4 min 42 s              |                           |
| 5.º                       | Ag2r La Mondiale          | + 5 min 05 s              |                           |
| 6.º                       | Lampre-ISD                | + 5 min 30 s              |                           |
| 7.º                       | BMC Racing Team           | + 5 min 39 s              |                           |
| 8.º                       | Geox-TMC                  | + 6 min 15 s              |                           |
| 9.º                       | Euskaltel-Euskadi         | + 7 min 15 s              |                           |
| 10.º                      | Katusha                   | + 7 min 42 s              |                           |

## Evolución de las clasificaciones
| Etapa (Vencedor)                       | Clasificación general | Clasificación de la montaña | Clasificación de los sprints | Clasificación de los jóvenes | Clasificación por equipos |
| -------------------------------------- | --------------------- | --------------------------- | ---------------------------- | ---------------------------- | ------------------------- |
| Prólogo (CRI) (Jonathan Castroviejo)   | Jonathan Castroviejo  | no se entregó               | no se entregó                | Jonathan Castroviejo         | HTC-Highroad              |
| 1.ª etapa (Pável Brutt)                | Pável Brutt           | Oleksandr Kvachuk           | Pável Brutt                  | Jack Bobridge                | Lampre-ISD                |
| 2.ª etapa (Damiano Cunego)             | Pável Brutt           | Oleksandr Kvachuk           | Pável Brutt                  | Peter Stetina                | Lampre-ISD                |
| 3.ª etapa (CRI) (Alexandre Vinokourov) | Pável Brutt           | Oleksandr Kvachuk           | Darío Cioni                  | Peter Stetina                | Movistar Team             |
| 4.ª etapa (David Zabriskie)            | Cadel Evans           | Oleksandr Kvachuk           | Darío Cioni                  | Andrew Talansky              | Garmin-Cervélo            |
| 5.ª etapa (Ben Swift)                  | Cadel Evans           | Chris Anker Sørensen        | Mathias Brändle              | Andrew Talansky              | Garmin-Cervélo            |
| Final                                  | Cadel Evans           | Chris Anker Sørensen        | Mathias Brändle              | Andrew Talansky              | Garmin-Cervélo            |